# Ronald Vink
Ronald Vink (21 april 1976) is een Nederlands rolstoeltennisser.

## Loopbaan
Op de Paralympische Zomerspelen 2008 in Peking behaalde Vink, die op zijn achttiende een deel van zijn been verloor als gevolg van botkanker, in zowel het enkel- als het mannendubbelspel de 4e plaats. Vink dubbelt doorgaans met Maikel Scheffers of Robin Ammerlaan.
In september 2009 is hij gestopt met werken om zo fulltime met het tennis bezig te kunnen zijn met als hoofddoel de Paralympische Spelen van London 2012.

## Grandslamtitels

### Dubbelspel
- Wimbledon: 2007, 2008, 2011
- US Open: 2010